# ژاک لوفور
ژاک لوفور (فرانسوی: Jacques Lefèvre‎؛ زادهٔ ۱ فوریهٔ ۱۹۲۸) شمشیرباز اهل فرانسه بود.
وی در مسابقات کشوری و بین‌المللی در مجموع برندهٔ ۱ مدال برنز شده‌است.